# Das Wunder der Natur
Das Wunder der Natur ist ein französischer Film mit Naturaufnahmen aus dem Jahre 2011, der von Claude Nuridsany und Marie Pérennou gedreht wurde. Der Film hat erzählenden Charakter, der Zuschauer wird vom Protagonisten eingeladen, die Natur mit Kindesaugen zu entdecken. Die Unterrichtung zu den gezeigten Arten, wie z. B. in vielen Dokumentarfilmen üblich, steht hier nicht im Vordergrund.
In den großen Sommerferien, zu Besuch bei Verwandten in Südfrankreich, entdeckt ein einzelgängerischer Junge einen Teich und besucht ihn immer wieder. Er beobachtet die Pflanzen und Tiere in und um den Teich, in der Luft, auf und im Wasser, was der Film in faszinierenden Bildern zeigt. Makroaufnahmen und Unterwasseraufnahmen ermöglichen dem Zuschauer normalerweise kaum erfahrbare Beobachtungen. Die Besuche eines Mädchens, von ihm „Iris“ genannt, empfindet der namenlose Junge zunächst als Einbruch in sein Reich; später wünscht er sich zunehmend mehr mit ihr vertraut zu werden.
Fahrzeuge und Kleidung verorten den Film ca. in den 50er bis 60er Jahren.
Das Team der Regisseure Claude Nuridsany und Marie Pérennou sowie der Komponist Bruno Coulais arbeiteten zuvor auch bei dem preisgekrönten Film Mikrokosmos – Das Volk der Gräser zusammen.